# St.-Katharinen-Kathedrale (Cherson)

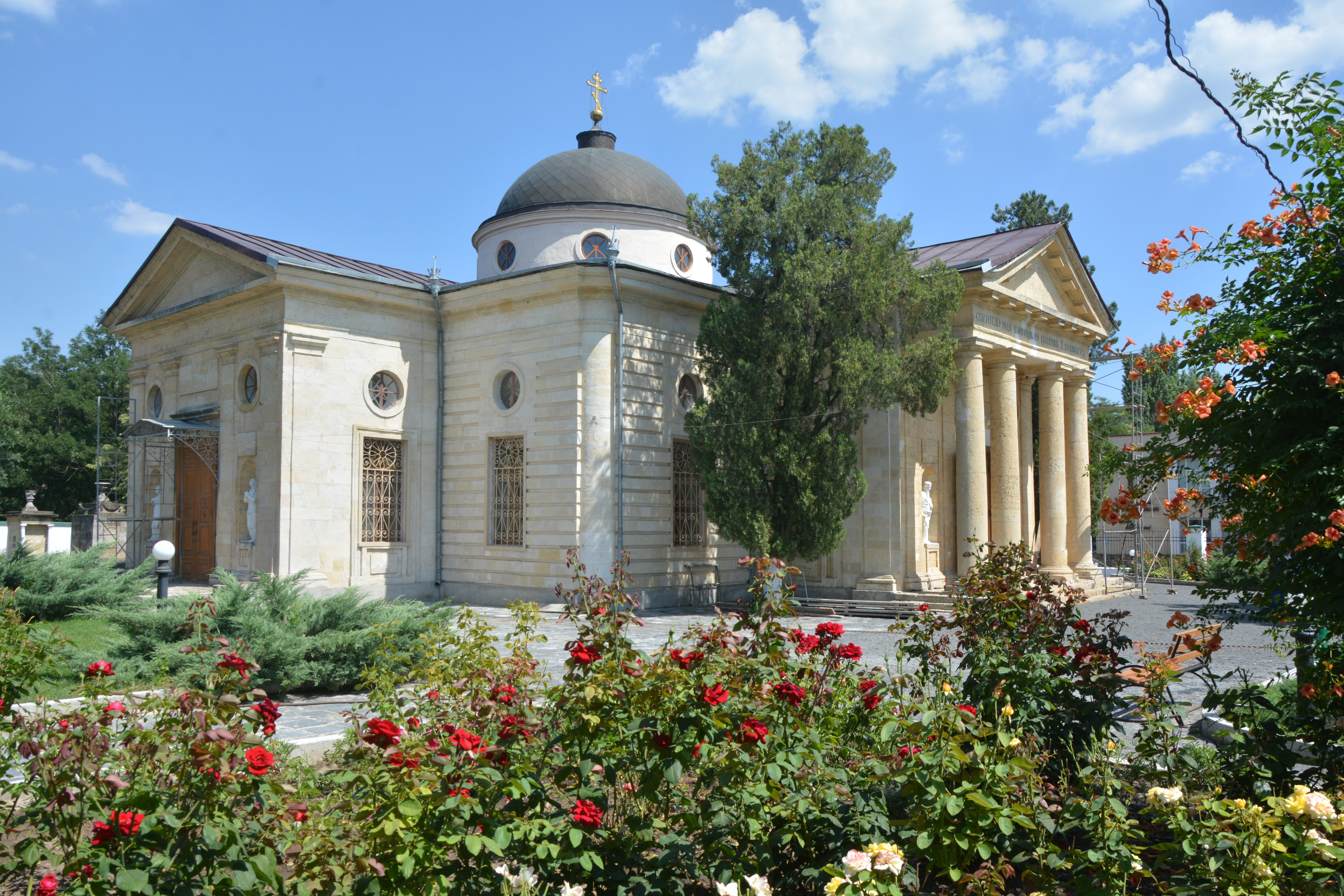
Jekaterina-Kathedrale in Cherson

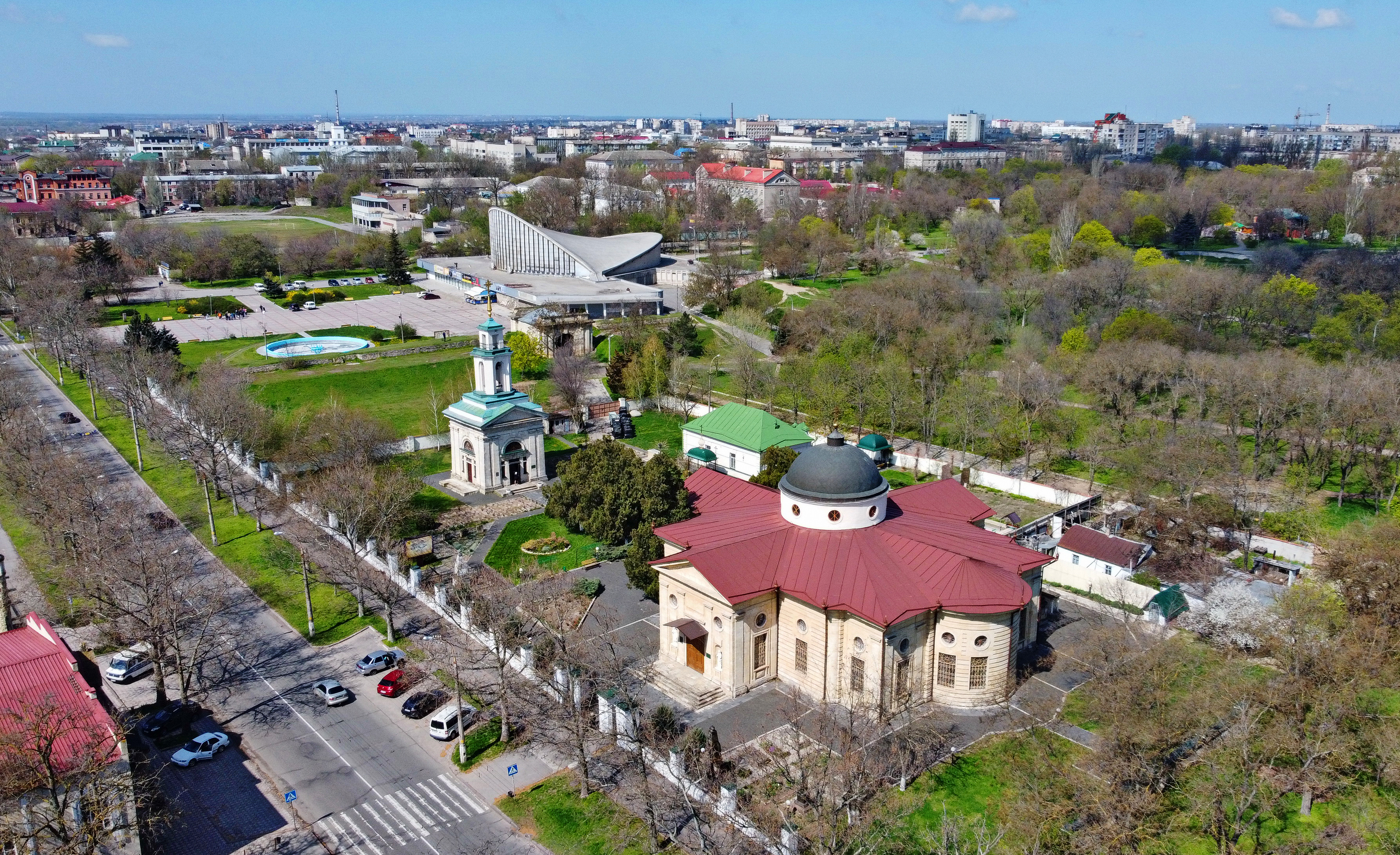
Luftbild

Die Jekaterina-Kathedrale (ukrainisch Свято-Катериненський собор Swjato-Katerynenskyj sobor) ist eine Bischofskirche der orthodoxen Kirche in der südukrainischen Oblasthauptstadt Cherson. Die klassizistische Kirche ist dem Patrozinium der heiligen Katharina von Alexandrien unterstellt und gehört zur Ukrainisch-Orthodoxen Kirche (Stand: November 2022). Sie steht im Suworow-Viertel und ist auch wegen einiger historischer Grabdenkmäler kulturgeschichtlich bedeutend. Sie ist als nationales Kulturdenkmal der Ukraine registriert.

## Geschichte
Das Sakralbauwerk entstand von 1781 bis 1786 als eine der ersten Kirchen im damaligen Neurussland, dem vom Russischen Reich im Krieg mit der Türkei eroberten Gebiet nördlich des Schwarzen Meers. Das neue Gotteshaus ersetzte die ältere, dem heiligen Michael geweihte Holzkirche in der Festung Cherson am Dnjepr. Der russische General Iwan Abramowitsch Hannibal ließ die Kirche als Herrschaftszeichen des Russischen Reichs und als Sitz der 1775 gebildeten Diözese Cherson im Zentrum der Festung errichten, aus der sich die Hafenstadt Cherson entwickelte. Wenige Bauteile der ehemaligen Festung sind in der Umgebung der Kirche im weiten zentralen Stadtpark noch heute zu sehen. 
Die Baupläne für das Sakralgebäude stammen gemäß der lokalen Überlieferung vom Architekten Iwan Jegorowitsch Starow, die Bauleitung oblag dem Architekten Iwan Schitnikow und die Bauaufsicht dem Priester Johann Bogdanowitsch. Das Patrozinium der heiligen Katharina wurde als Hommage an die Kaiserin Katharina die Große gewählt, die seit 1762 Russland regierte. Eine frühe Beschreibung des Bauwerks stammt von dem amerikanischen General Francisco de Miranda.
Fürst Grigori Alexandrowitsch Potjomkin, der als Vertrauter Katharinas der Großen und Feldmarschall eine wesentliche Führungsrolle im Türkenkrieg spielte und einen Teil der neu erworbenen russischen Gebiete verwaltete, ließ die Kirche ausbauen, mit einer neuen Kuppel ausstatten und den Glockenturm bauen. Die Ikonostase in der Kirche stammt von dem Holzschnitzer Pawel Briullo (1760–1833, Vater von Karl Pawlowitsch Brjullow) und dem Ikonenmaler Wladimir Lukitsch Borowikowski (1757–1825). Am 17. Mai 1786 wurde die Kathedrale durch Nikifor Erzbischof von Slawien und Cherson geweiht.
Nach der Russischen Revolution wurde die Katharinenkirche profaniert und zum «Museum des Atheismus» erklärt. Dabei gingen viele Ausstattungsgegenstände verloren. Nach der Eroberung Südrusslands durch deutsche Truppen im Zweiten Weltkrieg wurde die Kirche erneuert, 1962 unterbrach die antikirchliche Repression unter Chruschtschow die gottesdienstliche Nutzung aufs neue. Das Bauwerk diente danach als Lagerhaus und erhielt erst 1991 die Funktion als russisch-orthodoxe Kirche zurück.
Anfang August 2023 wurde die Kathedrale durch russischen Beschuss beschädigt.

## Nekropole
Unter Potjomkin wurden bei der Kirche mehrere Grabstätten für einige 1788 im Kampf um Otschakiw gefallene russische Armeeangehörige angelegt und später durch andere Militärgräber anderer russischer Heerführer und Offiziere erweitert. Zu den bedeutendsten Gräbern gehören jene von: 
- Iwan M. Sinelnikow, Generalmajor († 1788 in Kinburn),
- Stepan P. Maximowitsch, Generalmajor der Kavallerie, († 1788 bei Otschakow),
- Iwan P. Gorytsch der Große, Brigadier († 1788 bei Otschakow),
- Nikolai Korsakow, Oberst-Ingenieur († 1788 bei Otschakow),
- Iwan I. Möller-Sakomelsky, General der Artillerie († 1790 bei Kilija),
- Prinz Carl Heinrich Friedrich von Württemberg († 1791 bei Galatz)[5], Bruder der russischen Kaiserin Sophie Dorothee von Württemberg, hier als Prinz Alexander von Württemberg-Stuttgart bezeichnet[6]
- Emanuel Giani Ruset (auch Rossetti), Fürst von Moldau († 1794 in Cherson), hier mit falschem Todesjahr bezeichnet.
- Karl Heinrich von Nassau-Siegen († 1808 in Tynna, Gouvernement Podolien)

Auch Fürst Potjomkin selbst fand in der Katharinenkirche von Cherson seine letzte Ruhestätte. Beim Rückzug der russischen Besatzer aus Cherson im Oktober 2022 wurden seine Gebeine allerdings „evakuiert“.

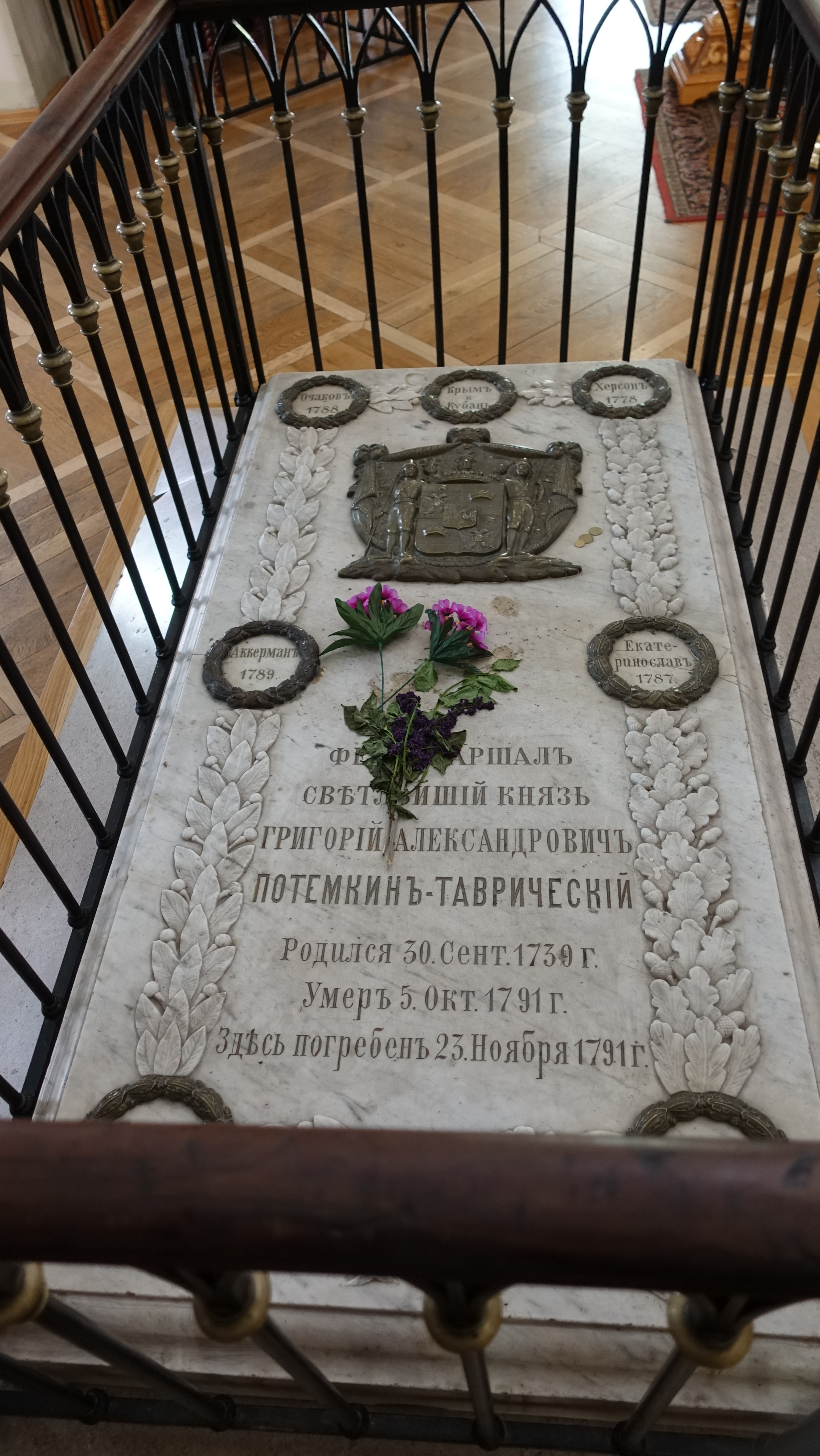
Grabstelle von Fürst Potjomkin
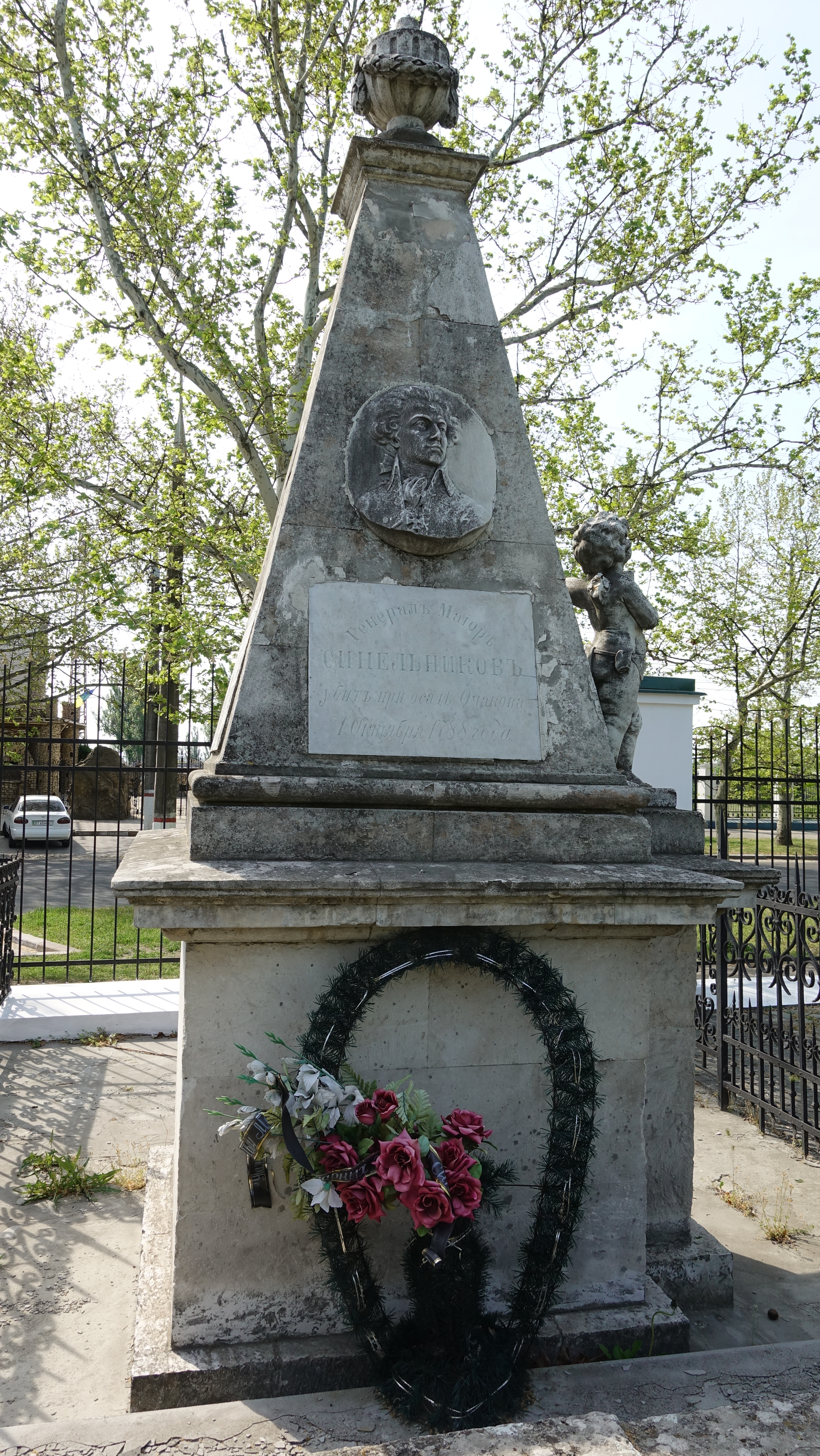
Grabdenkmal Generals Iwan Sinelnikow
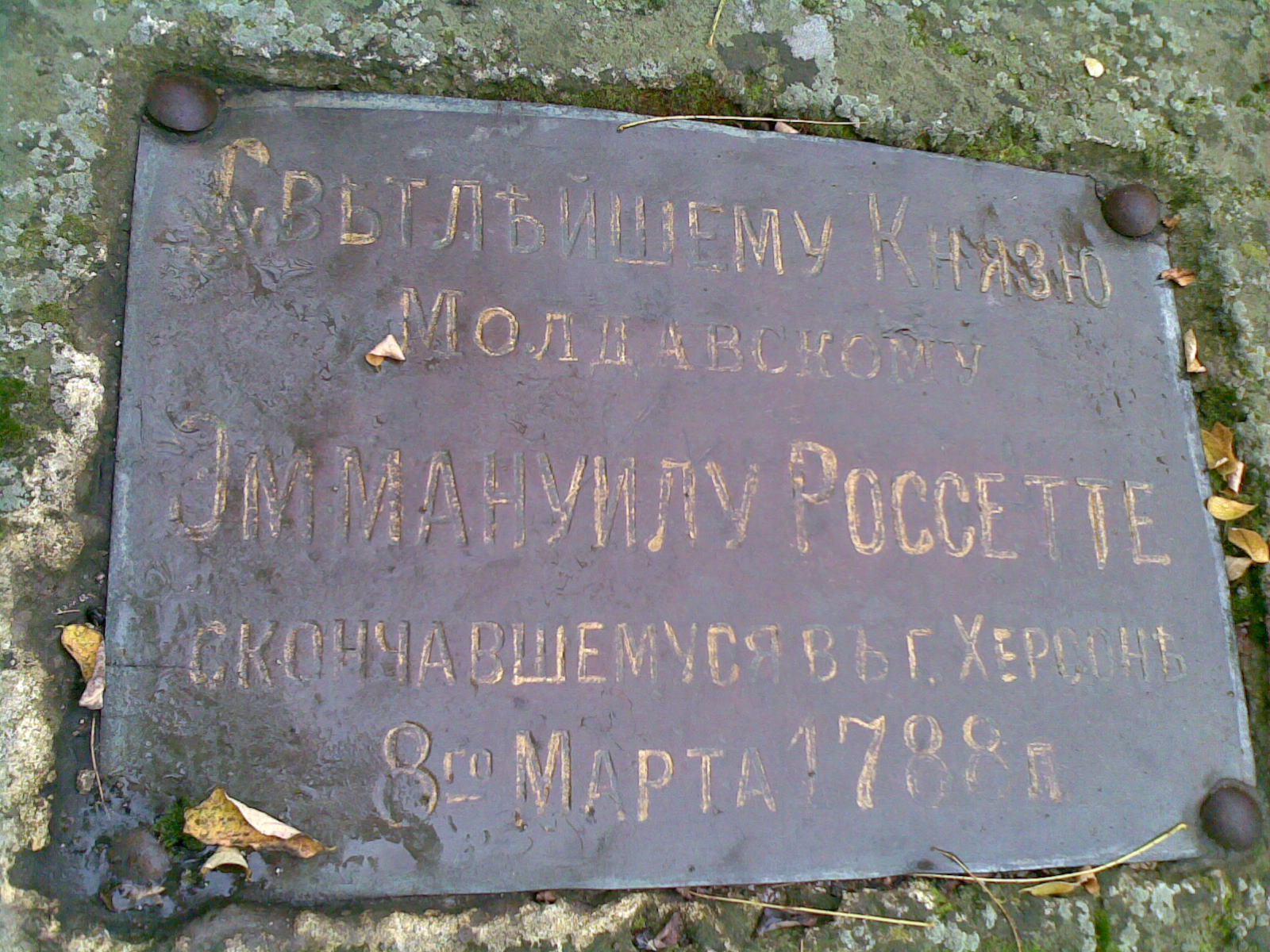
Grabplatte für Fürst Emanuel Giani Ruset von Moldawien mit fehlerhaftem Todesjahr
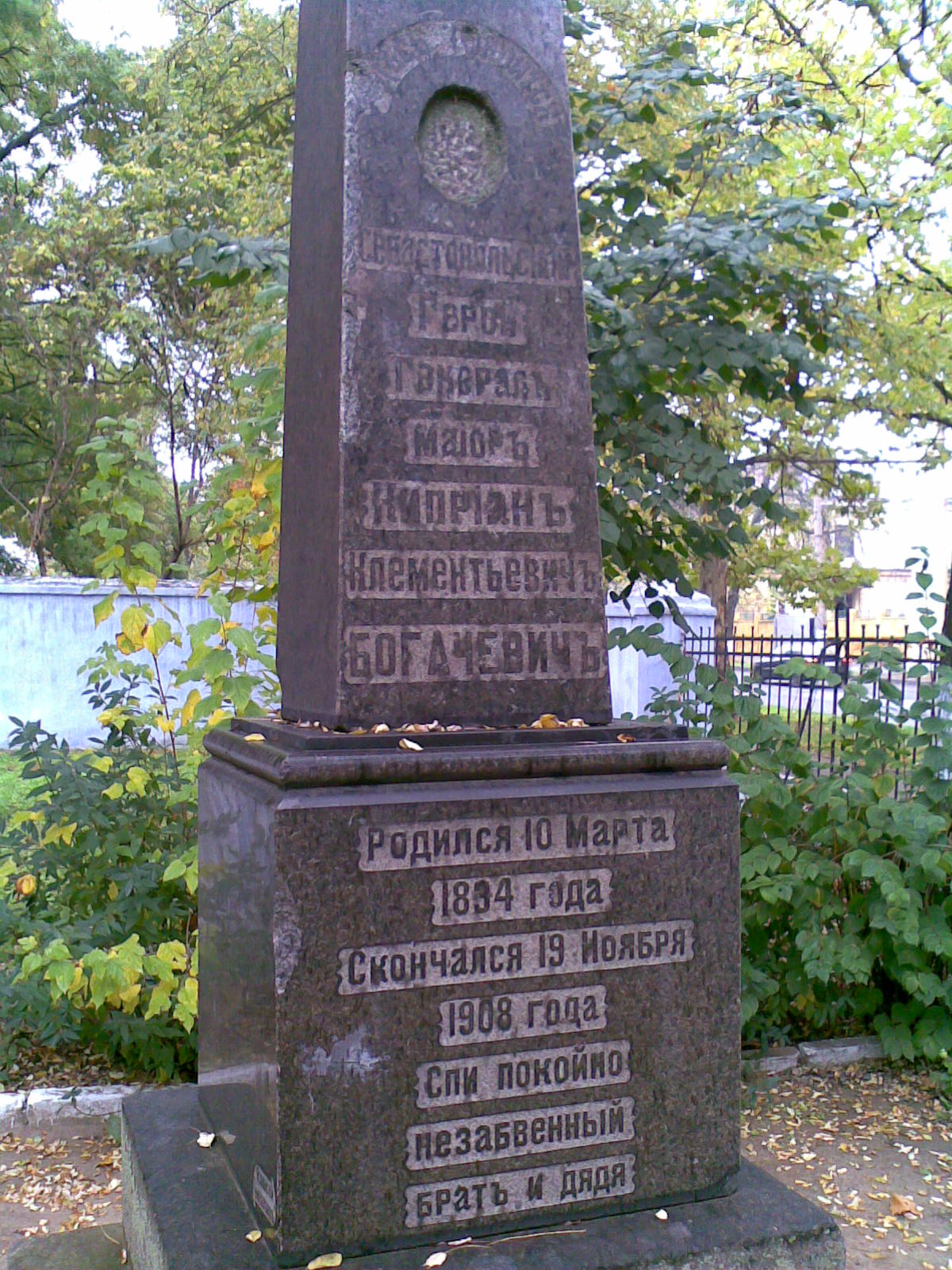
Grabdenkmal für Generalmajor Kyprian Bogatschewitsch
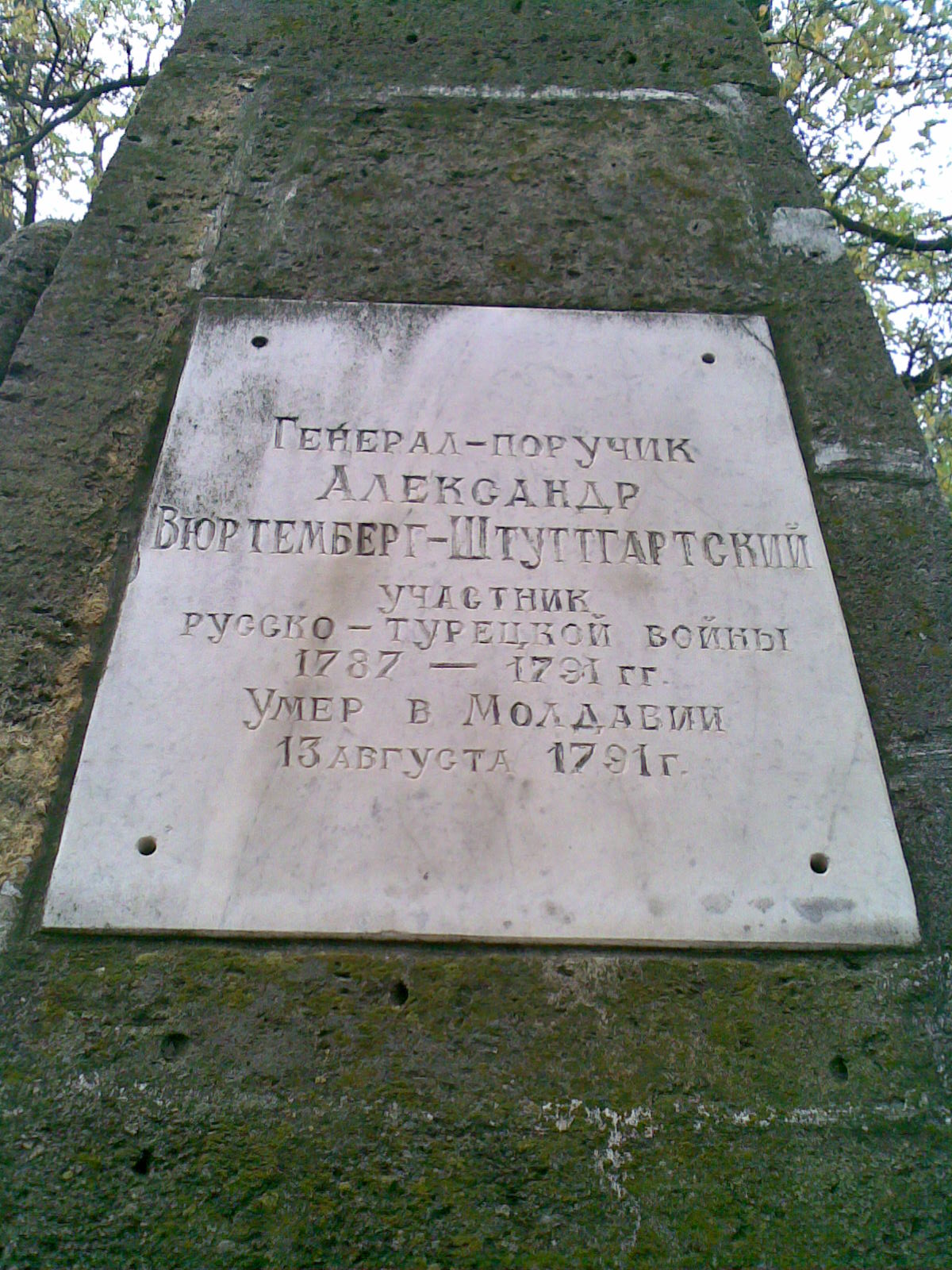
Grabmal für den Generalleutnant von Württemberg-Stuttgart mit fehlerhaftem Vornamen

## Architektur

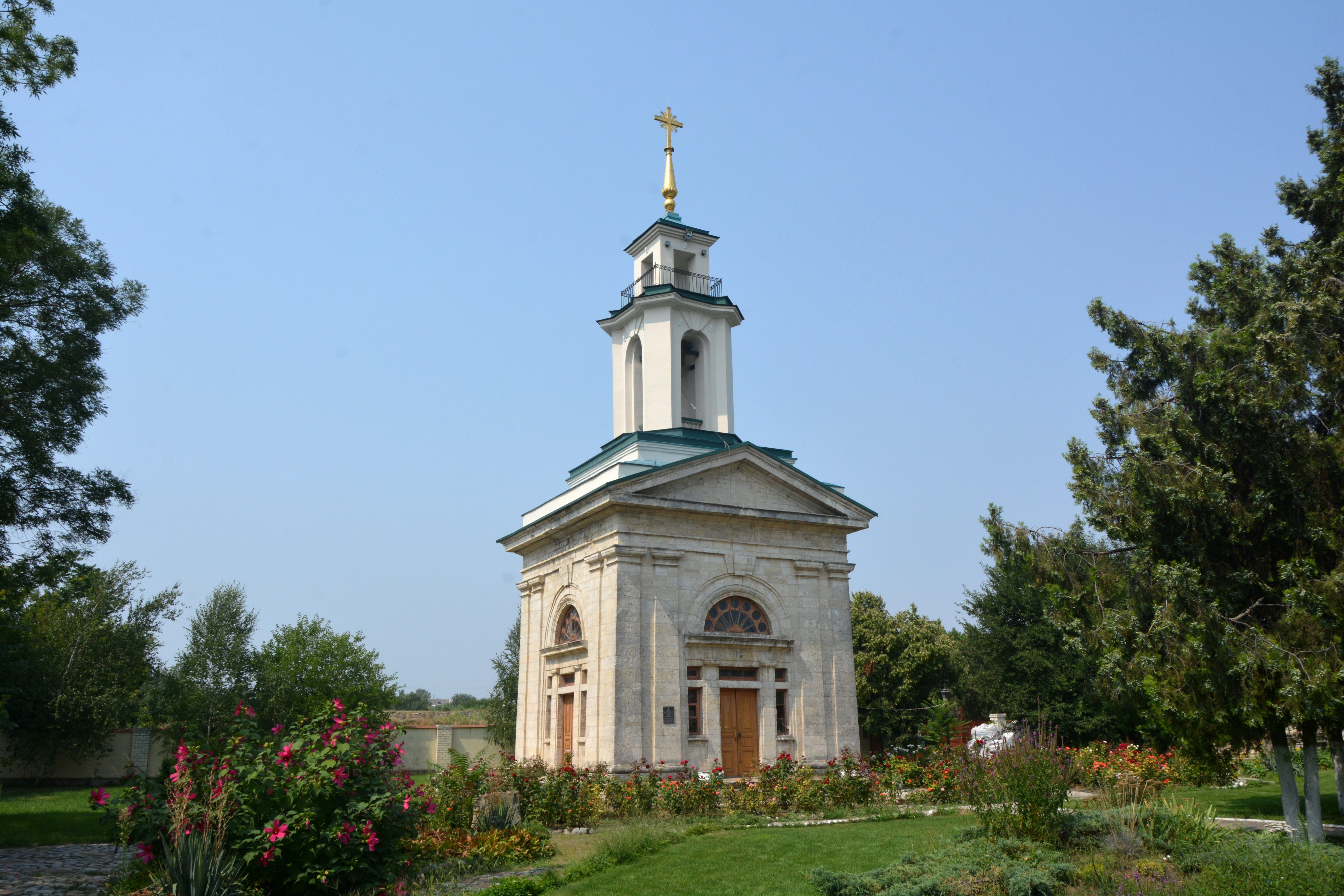
Glockenturm

Die Kirche ist ein Bauwerk des russischen Klassizismus. Der Entwurf folgt dem Typus der Kreuzkuppelkirche und verbindet Formelemente antiker Tempel mit anderen Bautraditionen. Der Baukörper hat einen quadratischen Grundriss mit angebauten kurzen Flügeln auf jeder Seite. Drei dieser Seitentrakte sind als Portale ausgestaltet, während der Ostflügel mit einer halbrunden Apsis abschließt. Über der Mitte des Raumes steht auf einem niedrigen Tambour eine Kuppel. Die Hauptfassade auf der Westseite wird von einem Portikus mit vier Säulen und einem Giebel geprägt, während die Nord- und Südfassade je eine Giebelfront ohne Säulenhalle, jedoch mit Pilastern aufweisen. Auch die Ostseite ist neben der Apsis mit Pilastern geschmückt. Neben der Apsis befinden sich Sakristei- und Diakonieräume. An den drei Eingangsfassaden sind in Nischen beidseits der Portale Statuen aufgestellt.
Der Glockenturm steht als eigenständiges Gebäude mit einigem Abstand neben der Kirche. Er entstand nach 1808 und ersetzte den früheren Glockenturm, der beim Erdbeben von Cherson vom 14. Oktober 1802 schwer beschädigt worden war. Der Architekt des Turms ist nicht bekannt. Das Bauwerk trägt über einem quaderförmigen Erdgeschoss mit Türen auf allen vier Seiten, Pilastern und Giebeln ein schlankes Türmchen mit hohen Schallöffnungen. Darüber befindet sich ein weiteres kleines Geschoss, das den Zugang zur Aussichtsterrasse enthält und das Dach mit der hohen kreuzförmigen Turmspitze trägt. 